# Żymlok
Żymlok (niem. Semmelwurst, śl-niem. Sammelwurscht) – tradycyjna śląska wędlina podrobowa, produkowana dawniej przy okazji świniobicia, by wykorzystać wszystkie składniki tuszy wieprzowej. Poza obszarem Śląska występuje pod nazwą bułczanka.

## Składniki
Żymlok wyglądem przypomina kiełbaskę, a konsystencją kaszankę (od której różni się dodatkiem miąższu bułki zamiast kaszy).
Nieodzownym składnikiem żymloka jest bułka (po śląsku „żymła” od niem. słowa Semmel) – stąd pochodzi nazwa tej potrawy.
Żymlok jest zwykle aromatyzowany takimi przyprawami, jak gałka muszkatałowa, majeranek, czarny pieprz, liście laurowe, ziele angielskie i jagody jałowca.

## Tradycja
Tradycyjnie przygotowywano go po dniu św. Marcina, kiedy zabijano świnie, a następnie podawano go na różnych uroczystościach. Może być spożywany na gorąco lub na zimno, z dodatkiem karmelizowanej cebuli i pieczywem.

## Żymloki naLiście produktów tradycyjnych
Na Listę produktów tradycyjnych zostały wpisane:
- „Żymlok śląski” – wpisany pod nazwami Żymlok śląski / zemlok / zemlouk / bułczanka na listę produktów z województwa śląskiego w dniu 2007-01-12[4]
- „Zymloki z Górek” – wpisany pod nazwami Zymloki z Górek / bułczanka z Górek na listę produktów z województwa opolskiego w dniu 2007-02-06[5]
- „Żymlok opolski biały” – wpisany na listę produktów z województwa opolskiego w dniu 2007-03-08[6]
- „Bułczanka grodziska” – wpisana na listę produktów z województwa wielkopolskiego w kategorii produkty mięsne w dniu 2008-11-20[7]